# Brahma Purana

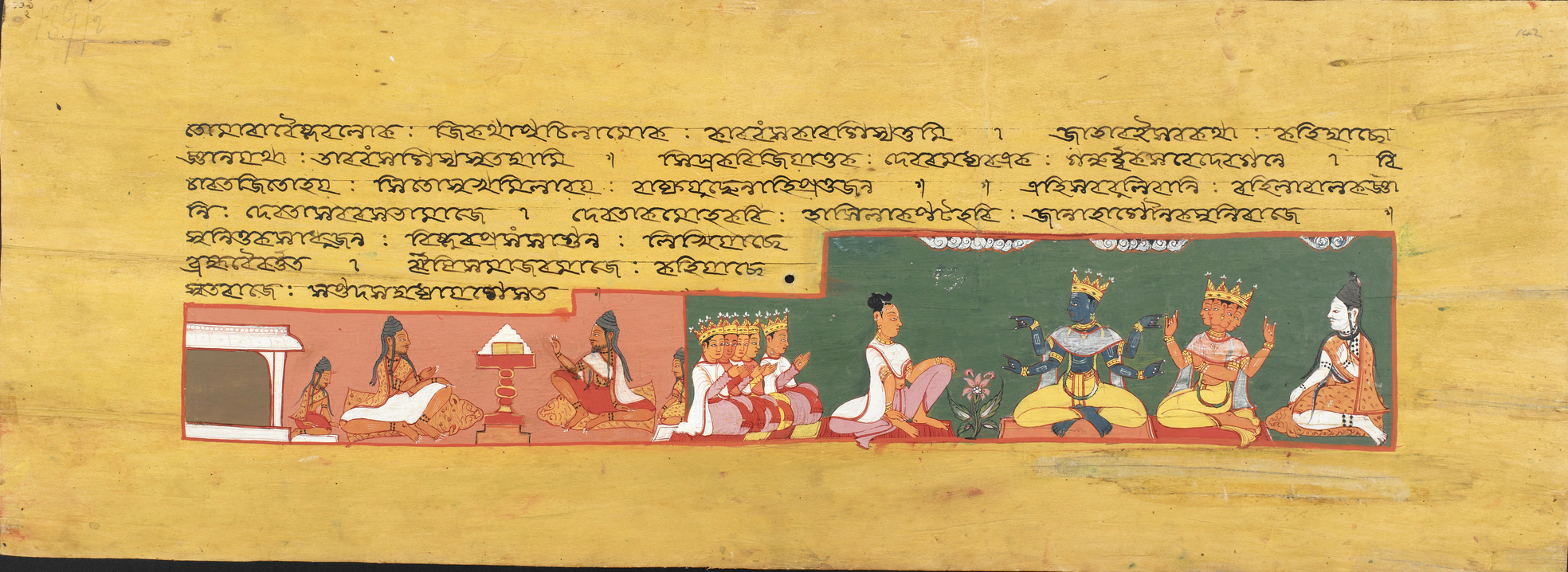
Scène du Brahma Purana : les divinités Vishnou, Shiva et Brahma accordent une entrevue au paradis, pendant qu'à gauche, on prend note de chaque parole

Le Brahma Purana (sanskrit : ब्रह्मपुराण  ou ब्राह्मपुराण) est l'un des dix-huit principaux recueils Puranas de textes hindous en langue sanskrite. Il est répertorié comme le premier Maha-Purana dans toutes les anthologies, et donc également appelé Adi Purana . Un autre titre pour ce texte est Saura Purana, car il comprend de nombreux chapitres liés à Surya ou au Dieu Soleil. Le Brahma Purana n'est en fait qu'une compilation de Mahatmya géographiques (guides de voyage)  et de sections sur divers sujets,.

## Histoire
Le Brahma Purana existant est probablement différent de celui d'origine. RC Hazra a conclu qu'il ne s'agissait pas du vrai, mais d'un Upapurana, sous lequel il était connu jusqu'au XVIe siècle. Beaucoup de ses versets sont en fait tirés des autres Puranas. Moriz Winternitz a conclu que seule une petite partie appartenait à l'aîné. Puisqu'il mentionne l'existence du temple du Soleil de Konark construit en 1241, la majeure partie du chapitre sur les lieux de pèlerinage en Orissa n'a pu être rédigée avant le XIIIe siècle,,. Les manuscrits survivants comprennent 245 chapitres. Il est divisé en deux parties : le Purvabhaga (ancienne partie) et l'Uttarabhaga (dernière partie). Le texte existe dans de nombreuses versions, avec des différences significatives, et le texte a été continuellement révisé au fil du temps. De plus, le Brahma Purana a probablement emprunté de nombreux passages à d'autres textes hindous tels que le Mahabharata et à des Puranas tels que le Vishnu, le Vayu, le Skanda et le Markandeya,.

## Contenu

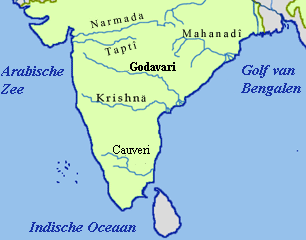
Le Brahma Purana consacre la majorité de son chapitre à la description de la géographie, des temples et des scènes autour de la rivière Godavari et d'Odisha.

Le texte se distingue par le fait qu'il consacre plus de 60 % de ses chapitres à la description de la géographie et des lieux saints de la région de la rivière Godavari, ainsi que des lieux dans et autour de l'Odisha moderne et des affluents de la rivière Chambal au Rajasthan,. Ces sections de type guide de voyage ne sont pas sectaires et célèbrent les sites et temples liés à Vishnu, Shiva, Devi et Surya. La couverture des temples de Jagannath (Krishna, liés à Vishnu), est cependant plus importante que celle des trois autres, conduisant les chercheurs à l'hypothèse que les auteurs des manuscrits existants pourraient avoir été des auteurs appartenant au vaishnavisme,. Sa présentation du temple du Soleil de Konārak est remarquable.
Le texte décrit également les Sept Continents (Sapta- Dvipa) et les sous-continents du monde, bien que certaines autres masses terrestres ne soient pas mentionnées, celles qui sont mentionnées sont appelées :
- Jambu — C'est le continent central des sept continents entourant le Mont Meru, ainsi appelé soit à cause des arbres Jambu qui y abondent, soit à cause d'un énorme arbre Jambu sur le Mont Meru visible comme un étendard sur tout le continent.
- Saka peut être identifié avec la Malaisie, le Siam, l'Indochine et le sud de la Chine ou le coin sud-est de la masse terrestre dont Jambudvipa occupait le centre.
- Kusa comprend l'Iran, l'Irak et le coin sud-ouest de la masse terrestre autour de Meru.
- Plaksa identifié au bassin méditerranéen puisque Plaksa ou l'arbre Pakhara est la caractéristique des terres tempérées chaudes ou méditerranéennes identifiables à la Grèce et aux terres attenantes.
- Puskara couvre tout le Japon, la Mandchourie et le sud-est de la Sibérie.
- Salmala – la partie tropicale de l’Afrique bordant l’océan Indien à l’ouest. Il comprend Madagascar qui est la Hariṇa des Puranas et le Samkhadvipa de certains autres écrivains qui écrivent des écritures similaires.
- Kraunca est représenté par le bassin de la mer Noire.
- Upadvipas (sous-continents) : 1) Bharata 2) Kimpurusa 3) Harivarsa 4) Ramyaka 5) Hiranmaya 6) Uttarakuru 7) Ilavrta 8) Bhadrasva et 9) Ketumala. Selon PE (p. 342), il y a huit longues chaînes de montagnes qui divisent l'île de Jambu en 9 pays qui ressemblent à neuf pétales de fleur de lotus. Les deux pays des extrémités nord et sud (Bhadra et Ketumala) sont en forme d'arc. Les quatre des sept restants sont plus longs que les autres. Le pays central est connu sous le nom d'Ilavrta.

Sur 245 chapitres, 18 chapitres du Brahma Purana couvrent la cosmologie, la mythologie, la généalogie, le Manvantara (cycles du temps cosmique) et les sujets nécessaires pour qu'un texte appartienne au genre littéraire puranique.
D'autres chapitres couvrent le Sanskara (Rite de passage), le résumé du Dharmasastra, ses théories sur la géographie de la terre, le résumé des théories du Samkhya et du Yoga de la philosophie hindoue et d'autres sujets . Alors que de nombreux chapitres du Brahma Purana font l'éloge des temples et du pèlerinage, les chapitres 38 à 40 du texte, qui font partie du Saura Purana intégré, présentent des arguments très critiques à l'égard des théories théistes et des propositions de culte dévotionnel des écoles de philosophies hindoues Madhvacharya et Dvaita Vedanta du XIIIe siècle,,.
Le Padma Purana classe Brahma Purana comme un Rajas Purana, ce qui implique que le texte est lié à Brahma, mais les manuscrits existants n'ont rien à voir avec Brahma. Les chercheurs considèrent la classification Sattva-Rajas-Tamas comme « entièrement fantaisiste » et il n'y a rien dans ce texte qui justifie réellement cette classification. 
Les manuscrits du guide de voyage de la région de la rivière Godavari de ce Purana se trouvent sous la forme d'un texte séparé et s'appelle Gautami-Mahatmya ou Godavari-Mahatmya, tandis que celui correspondant à la région du Rajasthan s'appelle Brahmottara Purana . La tradition et d'autres Puranas affirment que le Brahma Purana comptait 10 000 versets, mais les manuscrits qui nous sont parvenus ne contiennent qu'entre 7 000 et 8 000 versets, à l'exclusion du supplément Brahmottara Purana qui ajoute entre 2 000 et 3 000 versets selon les différentes versions du même texte.

## Voir également
- Bhagavata Purana
- Vishnu Purana
- Shiva Purana
- Markandeya Purana
- Gudhi Padwa

## Remarques
1. ↑  Quote: "The Earliest Promotional Works Aimed At Tourists From That Era Were Called Mahatmyas."[4]